# Günter Eisele
Günter Eisele (* 30. Juni 1946) ist ein ehemaliger deutscher Fußballspieler. Der Verteidiger hat beim VfB Stuttgart von 1967 bis 1972 und 1973/74 insgesamt 52 Ligaspiele in der Fußball-Bundesliga absolviert. In der Saison 1972/73 hat er mit dem Karlsruher SC die Vizemeisterschaft in der zweitklassigen Fußball-Regionalliga Süd erreicht und in der Bundesligaaufstiegsrunde drei Spiele bestritten.

## Laufbahn
Das VfB-Eigengewächs wurde in der Saison 1966/67 mit den VfB-Amateuren Meister in der Amateurliga Nordwürttemberg. Im Wettbewerb um die deutsche Amateurmeisterschaft setzte er sich mit seinen Mannschaftskollegen in der ersten Runde gegen die Amateure von Werder Bremen durch, verlor aber in der zweiten Runde gegen die Amateure von Hannover 96. Im Sommer 1967 rückte er gemeinsam mit Manfred Weidmann und Hans-Dieter Koch von den Amateuren des VfB in den Lizenzspielerkader der ersten Mannschaft auf. Zudem bekamen noch Gerhard Heinze und Roland Weidle aus der VfB-Jugend Verträge, sowie Dieter Feller von Preußen Münster, Manfred Gärtner (1. FC Saarbrücken) und Horst Haug vom Lokalrivalen Stuttgarter Kickers.
Eisele debütierte am 11. Mai 1968 bei einem 3:2-Heimerfolg gegen den Karlsruher SC in der Bundesliga. Vor Torhüter Heinze bildete er zusammen mit Koch, Theodor Hoffmann und Klaus-Dieter Sieloff die Defensive. Am Rundenschlusstag, den 28. Mai 1968, beim 4:1-Heimerfolg gegen den Hamburger SV, kam er unter Trainer Gunther Baumann zu seinem zweiten Rundeneinsatz. Bis einschließlich der Saison 1971/72 erlebte er beim VfB noch die Arbeitsweisen der Trainer Franz Seybold, Branko Zebec und Karl Bögelein.
Zum Jahreswechsel 1972 auf 1973 wurde er an den Karlsruher SC verliehen. Er debütierte bei Team vom Wildparkstadion am 6. Januar 1973 bei einem 1:0-Heimerfolg gegen den SSV Reutlingen in der damals zweitklassigen Regionalliga Süd. Vor Torhüter Rudolf Wimmer bildete er zusammen mit Horst Wild, Rainer Ulrich und Günther Fuchs die KSC-Defensive. Er bestritt in der Mannschaft von Trainer Heinz Baas elf Ligaspiele und wurde mit dem KSC Vizemeister und zog damit mit der Mannschaft in die Bundesligaaufstiegsrunde ein. Dort kam der Verteidiger in den drei Spielen gegen Blau-Weiß 90 Berlin (3:2 und 5:1) und Aufsteiger SC Fortuna Köln (0:6) zum Einsatz. Nach Saisonende kehrte er wieder zum VfB zurück.
Eisele bestritt in der Saison 1973/74 noch zwei Bundesligaspiele für den VfB Stuttgart – gegen RW Essen (3:3) und Hertha BSC (2:0) –, gehörte aber auch unter Trainer Hermann Eppenhoff in den Spielen gegen Olympiakos Nikosia (4:0), Tatran Presov (5:3 n. V.) und Dynamow Kiew (0:2) im überraschend erfolgreich verlaufenden UEFA-Pokal, dem VfB-Team an.
Günter Eisele ist weder verwandt noch verschwägert mit dem langjährigen VfB-Stammspieler Hans Eisele. Zur Saison 1974/75 wechselte er zur DJK Konstanz in die Amateurliga Südbaden, um fortan nur noch im Amateurbereich Fußball zu spielen.